# Ламеция-Терме (аэропорт)
Аэропорт Ламеция-Терме (итал. Aeroporto Internazionale di Lamezia Terme "Sant'Eufemia") — международный аэропорт города Ламеция-Терме в Италии. Расположен в 11 км к югу от центра города в районе Сант-Эуфемия-д’Аспромонте города Ламеция-Терме, Калабрия, Италия. Это главный аэропорт Калабрии.

## История
В 1965 году был сформирован консорциум CONSAER для строительства нового аэропорта рядом с автомагистралью, железной дорогой и портом Джоя-Тауро; В качестве площадки был выбран ровный участок возле Ламеция-Терме. Аэропорт открылся в июне 1976 года. Код аэропорта IATA 'SUF' происходит от названия Сант-Эуфемия-д’Аспромонте. В декабре того же года Itavia начала регулярные рейсы в Рим (Фьюмичино), Милан-Линате, Катания и Палермо. Аэропорт был расширен и модернизирован в 1982 году.
С 1990 года им управляет компания SACAL SpA, которая находится в совместной собственности различных местных органов власти и частных инвесторов.
Контракт на расширение взлетно-посадочной полосы с нынешних 2414 м до 3000 м был заключен 27 декабря 2007 года. В ноябре 2008 года был проведен конкурс на проектирование нового пассажирского терминала, который заменит нынешнее здание, и его выиграла компания Engco.

## Авиакомпании и пункты назначения
В октябре 2023 года из аэропорта летали: